# Meatball Machine
Meatball Machine (Mitoboru Mashin) è un film del 2005 diretto da Yūdai Yamaguchi e Jun'ichi Yamamoto. In origine era un cortometraggio, dal titolo omonimo, della durata di otto minuti, diretto nel 1999 da Jun'ichi Yamamoto.

## Trama
Yōji è un ragazzo timido e solitario, che lavora in una fabbrica. È segretamente innamorato di Sachiko, una ragazza anch'essa solitaria che lavora di fronte alla fabbrica di Yōji. Questi la osserva ogni giorno, durante la pausa pranzo, ma non ha il coraggio di parlarle.
Dopo essere stato molestato e aggredito in un cinema porno da un transessuale, Yōji scopre una strana corazza, che cade da un tetto. Il ragazzo la prende e la porta con sé. Mentre sta tornando a casa, Yōji scopre per caso Sachiko in compagnia di un uomo, che la sta per violentare. Yōji accorre in suo aiuto, ma viene pestato dall'uomo, che fugge. Sachiko lo aiuta, e lo accompagna a casa. Lì Yōji confessa alla ragazza di amarla, ma di non avere avuto mai il coraggio di avvicinarla. Sachiko risponde che anch'essa è innamorata di lui, e i due si baciano. Sachiko ha però una cosa da mostrare a Yōji: si tratta di una fresca cicatrice, che si trova all'altezza del petto. Sachiko confessa di avere altre cicatrici, dovute agli abusi subiti dal padre.
Mentre i due ragazzi stanno colloquiando, dal sacco in cui è nascosta la strana corazza giungono dei movimenti, e la corazza prende improvvisamente vita attaccando Sachiko. Decine di braccia meccaniche avvolgono il suo corpo e un braccio in particolare la penetra e genera in lei un piccolo mostriciattolo che prende il comando del suo corpo e la acceca, perforandole gli occhi. Sachiko diventa così uno strano essere, dalle sembianze metà umane e metà meccaniche, e aggredisce Yōji, che viene scaraventato fuori dal proprio appartamento e giace svenuto.
Yōji si risveglia su un letto e la prima cosa che vede è una ragazza con un occhio bendato. Appare quindi un uomo, Tanaka, che si rivela essere il padre della ragazza. Tanaka spiega a Yōji che Sachiko è stata aggredita da un parassita dalle sembianze aliene, che si impossessa dei corpi degli umani e cancella la loro memoria. Gli umani vedono e sentono comunque quello che fa il parassita, ma non possono opporsi. I parassiti sono chiamati Necroborg. Tanaka ha già visto e combattuto alcuni Necroborg, che hanno come unico fine il combattere la razza umana e anche eliminarsi tra di loro.
Più tardi, la figlia di Tanaka porta Yōji in una serra, dove vengono allevati i parassiti. Tanaka afferma che l'allevamento serve a far mangiare la figlia, che è stata aggredita da un Necroborg ma lui ha fatto in tempo a sconfiggerlo. Mentre Tanaka sta parlando un Necroborg aggredisce Yōji, impossessandosi del suo corpo, ma non totalmente. Yōji infatti riesce a sradicare il parassita e, pur trasformandosi, riesce a mantenere il controllo della sua mente. Yōji uccide Tanaka e fugge, alla ricerca di Sachiko.
Yōji vaga per un po' e non riesce a controllarsi del tutto, dato che uccide una bambina. Finalmente trova Sachiko, e ingaggia con il parassita che comanda il suo corpo una lunga lotta. Yōji tenta invano di convincere Sachiko a ribellarsi, fino a quando ci riesce. Ma oltre ad attirare l'attenzione di Sachiko, Yōji sprigiona una forza immensa dal suo corpo, uccidendo sia il parassita sia Sachiko. Disperato, Yōji vaga per la città, facendosi saltare la testa.
Su una navicella due Necroborg dialogano nella loro lingua, mentre i corpi di Yōji e di Sachiko giacciono accanto a loro, resi in vita da alcuni cavi e resi perfettamente aerodinamici per il loro compito: combattere per sempre. Infatti i due adesso sono stati trasformati in "polpette da combattimento". I due aprono gli occhi e urlano.

## Collegamenti ad altre pellicole
- Il film presenta vari riferimenti a Tetsuo, diretto nel 1988 da Shinya Tsukamoto: un essere che prende possesso del corpo umano e ne comanda le azioni, il corpo umano che muta progressivamente e il suo interno che diventa una selva di pistoni e trivelle.[1]
- Le corazze dalle quali "nascono" i Necroborg ricordano Alien, diretto da Ridley Scott nel 1979: precisamente la scena in cui un Alien si attacca alla faccia di Kane (John Hurt).[1]